# Georg Nikolaus Nissen

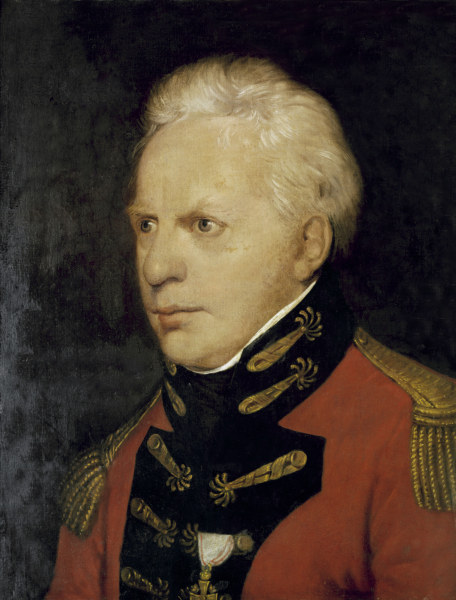
Georg Nikolaus Nissen. Gemälde von Ferdinand Jagemann, 1809

Georg Nikolaus Nissen (* 22. Januar 1761 in Haderslev; † 24. März 1826 in Salzburg) war ein dänischer Diplomat und früher Mozart-Forscher. Als Ehemann von Mozarts Witwe Constanze wurde er zu einem der ersten Mozart-Biographen.

## Leben
Georg Nikolaus Nissen war der Sohn des Kaufmanns Jens Nissen und der Anna Elisabeth Zoëga, die einer einflussreichen dänischen Familie entstammte.
Nach dem Studium der Rechtswissenschaften an der Universität Kopenhagen (1778–1781) war Nissen zunächst beim Generalpostamt Kopenhagen beschäftigt, das von seinem Onkel Jürgen Zoëga geführt wurde. 1791 wechselte er jedoch in den diplomatischen Dienst. Zunächst dänischer Gesandter beim Reichstag in Regensburg, lebte er seit 1793 als Legationssekretär, später Geschäftsträger der dänischen Gesandtschaft in Wien. Spätestens seit 1798 wohnte er im Hause von Mozarts Witwe Constanze. Die beiden heirateten am 26. Juni 1809 in Preßburg. 1810 übersiedelten die Eheleute nach Kopenhagen, wo Nissen als Zensor und Staatsrat wirkte.
Zwischen 1820 und 1824 bereiste das Ehepaar Deutschland und Italien und ließ sich im August 1824 in Salzburg nieder. Hier begann Nissen gemeinsam mit seiner Ehefrau die Arbeit zu einer der ersten Biographien über Wolfgang Amadeus Mozart. Dabei war Nissen um eine neutrale Sichtweise bemüht. Er unternahm erstmals den Versuch, all das über Mozart Geschriebene zu dokumentieren und aus der überkommenen Korrespondenz der Familie Mozart eine getreue Lebensbeschreibung zu liefern. Allerdings hatte Constanze zahlreiche Briefe Leopold Mozarts, der zeitlebens gegen die Verbindung seines Sohnes mit Constanze Weber war, vernichtet. Nissen musste seine Arbeit unvollendet lassen, er starb 1826.

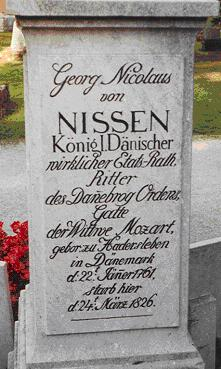
Nissens Grabmal in Salzburg

Auf Betreiben seiner Witwe wurde die Biographie Mozarts 1828 unter Mitwirkung des Arztes Johann Heinrich Feuerstein und des Berliner Generalmusikdirektors Gaspare Spontini fertiggestellt und bei Breitkopf & Härtel in Leipzig ediert.
Über Nissens Erhebung in den Adelsstand ist nichts dokumentiert. Einige Historiker vertreten daher die These, Constanze habe dies erfunden. Georg Nikolaus Nissen selbst hat sich nachweislich nicht „Graf von Nissen“ genannt.
Nissens Grab befindet sich auf dem Sebastiansfriedhof in der Salzburger Linzergasse. Auf Nissens Grabmal steht: „Georg Nicolaus von Nissen, Königl. Dänischer wirklicher Etats-Rath. Ritter des Dannebrog-Ordens. Gatte der Wittwe Mozart […]“. Im Salzburger Stadtteil Leopoldskron-Gneis ist die Georg-von-Nissen-Straße nach ihm benannt.

## Werke
- Biographie W. A. Mozart’s. Nach Originalbriefen, Sammlungen alles über ihn Geschriebenen, mit vielen neuen Beylagen, Steindrücken, Musikblättern und einem Fac-simile. Von Georg Nikolaus von Nissen, Königl. Dänischem wirklichen Etatsrath und Ritter vom Dannebrog-Orden etc. etc. Nach dessen Tode herausgegeben von Constanze, Wittwe von Nissen, früher Wittwe Mozart. Mit einem Vorworte vom Dr. Feuerstein in Pirna. Gedruckt und in Kommission bey Breitkopf und Härtel, Leipzig 1828. (Digitalisat der Bayerischen Staatsbibliothek München) 
(Vierter Nachdruck der Ausgabe Leipzig 1828. Mit einem Vorwort von Rudolph Angermüller. Olms, Hildesheim 1986, ISBN 3-487-04548-6.)